# Clima de Noruega

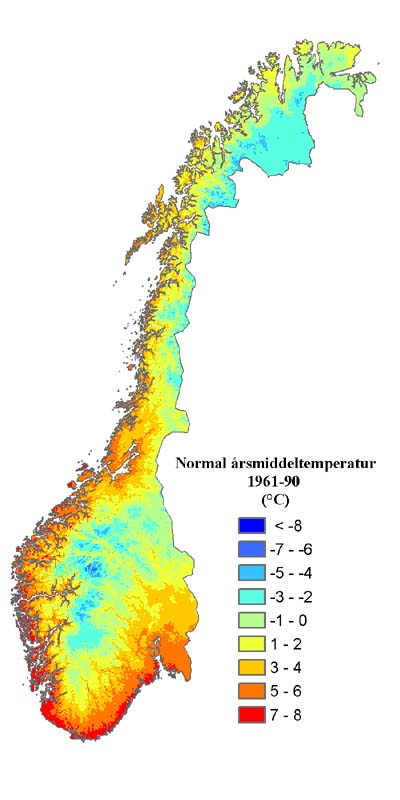
Temperatures mitjanes a Noruega en el període 1961-1990

El clima de Noruega és oceànic de transició des de temperat fins a àrtic a través de la seva latitud a la costa i de tendència més continental a l'interior. La gran longitud del país, que abraça 13 graus de latitud (equivalent a la distància fins al Mediterrani des del sud del país), així com l'orografia abrupta faciliten la variació climàtica, amb diferències notables entre llocs propers.
En general el clima és suau per la latitud en què es troba el país (equivalent a la d'Alaska, Groenlàndia o Sibèria), gràcies a l'efecte del Corrent del Golf, que hi porta aire càlid i humit des de l'Atlàntic.
Un altre factor important és la gran diferència de radiació solar entre les diferents estacions, especialment al nord del país, situat per sobre del cercle polar àrtic.

## Temperatura
Les temperatures a Noruega presenten suavitat i poca variçó estacional a la costa oest i valors més freds però més extremats a l'interior.
Tota la costa des de Vest-Agder fins a les Lofoten té temperatures mitjanes hivernals superiors als 0 °C, mentre que, per exemple Oslo, també a la costa però molt més l'est (i amb un clima de tendència ja més continental) té una mitjana de gener de -4,5 °C.
A Finnmarskvidda, a l'interior de Finnmark, la mitjana de gener és de -15 °C, mentre que la mínima temperatura mai enregistrada fou de -51,4 °C a Karasjok l'1 de gener de 1886.
La zona més càlida del país és la costa del sud-oest. Skudeneshavn, a l'illa de Karmøy té la mitjana anual més alta amb 7,7 °C.

## Precipitació
Les precipitacions són en general prou generoses i regulars com per no perquè el país no presenti dèficits hídrics, si bé la seva quantitat presenta una tendència a la disminució tot anant de sud a nord i d'oest a est. En funció del seu origen poden ser classificades en tres menes diferents: frontals, orogràfiques i tempestes.
La distribució de les precipitacions a través de l'any coneix també una diferència geogràfica, amb un màxim clar d'estiu a les zones interiors del nord (atribuïble a les tempestes) i l'est, i amb més regularitat a la resta, sotmesa essencialment a pluges frontals i orogràfiques, amb un màxim de tardor i hivern i mínim (lleu) de primavera.
El màxim de precipitació es dona a la costa oest del país, concretament a l'àrea entre el fiord de Hardanger i Møre, molt exposada als vents humits i amb un fort efecte pantalla per part de les muntanyes properes. L'observatori de Brekke, prop de la boca del Sognefjord té el valor més alt amb una mitjana anual de 3575 mm. Es creu però que a les àrees properes s'hi arriben a sobrepassar els 5000 mm anuals, cosa que situa la zona d'entre les més humides d'Europa, en competència amb la costa sud-occidental de l'Adriàtic. Bergen, amb més de 2000 mm l'any i gairebé 200 m dies de pluja a l'any és de les ciutats més humides del continent.
Øygarden, al municipi de Skjåk, a Oppland té la mitjana anual més baixa amb només 278 mm, si bé valors semblants (al voltant de 300 mm) es donen a l'interior de Troms i Finnmark al nord del país.

## Taula de valors a poblacions seleccionades
La següent taula mostra el valor de les següents mitjanes per a diverses poblacions noruegues:
- precipitació mitjana anual (en mm)
- precipitació mitjana al mes més humit (en mm)
- precipitació mitjana el mes més sec (en mm)
- nombre de dies de precipitació
- temperatura mitjana anual (en °C)
- temperatura mitjana del mes més càlid (en °C)
- temperatura mitjana del mes més fred (en °C)

| Població | Prec. anual | Prec. hum.     | Prec. sec.     | Dies prec. | Temp. an. | Temp. càl.      | Temp. fred     |
| Karasjok | 340         | 55 (jul i ago) | 15 (gen i feb) | 87         | -2,0      | 13 (juliol)     | -15 (febrer)   |
| Tromsø   | 995         | 115 (octubre)  | 55 (juliol)    | 152        | 3,0       | 12,5(juliol)    | -4 (gen i feb) |
| Bergen   | 2015        | 235(octubre)   | 85 (maig)      | 182        | 7,5       | 15,5(jul i ago) | 1 (febrer)     |
| Oslo     | 735         | 95 (agost)     | 25 (març)      | 108        | 6,0       | 17,5 (juliol)   | -4,5 (gener)   |